# Chris Byrd
Chris Byrd, właśc. Christopher Cornelius Byrd (ur. 15 sierpnia 1970 we Flint) – amerykański bokser, były zawodowy mistrz świata organizacji WBO i IBF w kategorii ciężkiej.

## Kariera amatorska
Byrd zaczął boksować w akademii bokserskiej prowadzonej przez swojego ojca. W latach 1989, 1991 i 1992 był trzykrotnym amatorskim mistrzem Stanów Zjednoczonych w kategorii średniej. Zdobył też srebrny medal na Igrzyskach Olimpijskich w 1992 w Barcelonie, pokonując kolejno Marka Edwardsa, Aleksandra Lebziaka, Ahmeda Dine i Chrisa Johnsona. W finale przegrał z Arielem Hernandezem. Karierę amatorską zakończył z imponującym bilansem 275 wygranych walk.

## Kariera zawodowa
Pierwszą zawodową walkę stoczył w styczniu 1993. Dosyć szybko zmienił kategorię wagową ze średniej na ciężką.
W latach 1993–1998 stoczył 26 walk – wszystkie zakończone zwycięstwami. Pokonał między innymi byłego mistrza świata kategorii ciężkiej Jimmy Thundera, Berta Coopera oraz przyszłego mistrza świata w kategorii junior ciężkiej, Uriah Granta.
Pierwszą porażkę zanotował 20 marca 1999 roku w pojedynku z Ike’em Ibeabuchim. W marcu 2000 roku, po kolejnych czterech wygranych walkach, dostał propozycję zastąpienia w ostatniej chwili Donovana Ruddocka w walce z Witalijem Kłyczko o mistrzostwo świata organizacji WBO. Mimo terminu uniemożliwiającego odpowiednie przygotowanie się do walki, Byrd podjął się zastępstwa i odniósł sensacyjne zwycięstwo nad Kłyczką przez techniczny nokaut w dziesiątej rundzie (Kłyczko doznał kontuzji ręki w dziewiątej rundzie i po przerwie zrezygnował z dalszej walki). Byrd cieszył się tytułem mistrza świata zaledwie kilka miesięcy. W swoim następnym pojedynku, 14 października 2000 roku, przegrał na punkty z bratem Witalija, Wołodymyrem Kłyczko. W tej walce Byrd dwukrotnie, w dziewiątej i jedenastej rundzie, leżał na deskach.
W sierpniu 2001 roku pokonał Davida Tuę i zdobył pas jednej z pomniejszych organizacji bokserskich, USBA, co jednak dawało mu duże szanse na walkę o mistrzostwo świata organizacji IBF. Do walki tej doszło 14 grudnia 2002 roku, a rywalem Byrda był Evander Holyfield. Byrd w przekonującym stylu pokonał na punkty Holyfielda i po raz drugi został mistrzem świata. Pierwsza obrona tytułu, z Fresem Oquendo, zakończyła się zdecydowanym zwycięstwem Byrda na punkty. Natomiast następna walka, z Andrzejem Gołotą, zakończyła się kontrowersyjnym wynikiem. Po dwunastu rundach sędziowie orzekli remis, co większość obserwatorów uznała za skandal. W powszechnej opinii to Gołota powinien wygrać tę walkę. Byrd jeszcze dwukrotnie obronił tytuł mistrza świata. Najpierw niejednogłośną decyzją pokonał na punkty Jameela McCline’a, mimo że w drugiej rundzie leżał na deskach. W następnym pojedynku, także na punkty, pokonał po nieciekawej walce DaVaryla Williamsona. 22 kwietnia 2006 roku, w swojej piątej obronie mistrzowskiego pasa, po raz drugi w karierze przegrał z Wołodymyrem Kłyczką, tym razem przez techniczny nokaut w siódmej rundzie.
Równo rok po utracie tytułu mistrza świata powrócił na ring pokonując przez techniczny nokaut w siódmej rundzie Paula Marinaccio. Następnie razem z Aleksandrem Powietkinem, Eddiem Chambersem i Calvinem Brockiem wziął udział w turnieju eliminacyjnym IBF, który miał wyłonić oficjalnego kandydata do walki z mistrzem świata tej organizacji, Wołodymyrem Kłyczką. W pojedynku półfinałowym, 27 października 2007 roku, Byrd przegrał z Powietkinem przez techniczny nokaut w jedenastej rundzie.
W 2008 roku podjął próbę powrotu do kategorii półciężkiej, jednak 16 maja doznał porażki przez techniczny nokaut z Shaunem George’em (Byrd był liczony już w pierwszej rundzie, później dwukrotnie leżał na deskach w rundzie dziewiątej). 21 marca 2009 roku pokonał przez techniczny nokaut w czwartej rundzie z mało znanego Matthiasa Sandowa, który do chwili tego pojedynku z siedmiu stoczonych walk wygrał zaledwie cztery. Walka odbyła się w kategorii junior ciężkiej. Był to jego ostatni pojedynek w karierze.